# Luigi Maria Carli
Luigi Maria Carli (Comacchio, 19 novembre 1914 – Gaeta, 14 aprile 1986) è stato un arcivescovo cattolico italiano.

## Biografia
Nacque a Comacchio, in provincia di Ferrara, il 19 novembre 1914.

### Formazione e ministero sacerdotale
Studiò dapprima nel seminario diocesano di Comacchio, poi in quello di Bologna e infine nel Pontificio Seminario Pio. Completati gli studi teologici, si laureò in utroque iure presso la Pontificia Università Lateranense. Fu ordinato presbitero il 20 giugno 1937.
Rientrato in diocesi, rivestì i ruoli di rettore del seminario, arcidiacono della cattedrale e vicario generale.

### Ministero episcopale
Papa Pio XII lo nominò vescovo di Segni il 31 luglio 1957. Fu consacrato nel Duomo di Comacchio il successivo 21 settembre da Giovanni Mocellini, vescovo di Comacchio, co-consacranti Natale Mosconi, arcivescovo di Ferrara, e Paolo Babini, vescovo di Forlì. Il 6 settembre fece solenne ingresso in diocesi.
Partecipò a ognuna delle quattro sessioni del Concilio Vaticano II. Intervenne ben 14 volte, qualificandosi come uno dei più influenti padri conciliari. Fu uno degli aderenti al Coetus Internationalis Patrum.
L'11 settembre 1966 accolse Paolo VI in visita a Segni e Colleferro.
Negli anni 1971 e 1972 fu amministratore apostolico delle diocesi di Terracina-Latina, Priverno e Sezze.
Il 26 gennaio 1973 Paolo VI lo nominò arcivescovo di Gaeta, dove rimase in carica fino alla morte, avvenuta il 14 aprile 1986.

## Genealogia episcopale
La genealogia episcopale è:
- Cardinale Scipione Rebiba
- Cardinale Giulio Antonio Santori
- Cardinale Girolamo Bernerio, O.P.
- Arcivescovo Galeazzo Sanvitale
- Cardinale Ludovico Ludovisi
- Cardinale Luigi Caetani
- Cardinale Ulderico Carpegna
- Cardinale Paluzzo Paluzzi Altieri degli Albertoni
- Papa Benedetto XIII
- Papa Benedetto XIV
- Cardinale Enrico Enriquez
- Arcivescovo Manuel Quintano Bonifaz
- Cardinale Buenaventura Córdoba Espinosa de la Cerda
- Cardinale Giuseppe Maria Doria Pamphilj
- Papa Pio VIII
- Papa Pio IX
- Cardinale Alessandro Franchi
- Cardinale Giovanni Simeoni
- Cardinale Antonio Agliardi
- Cardinale Basilio Pompilj
- Cardinale Adeodato Piazza, O.C.D.
- Vescovo Girolamo Bartolomeo Bortignon, O.F.M.Cap.
- Vescovo Giovanni Mocellini
- Arcivescovo Luigi Maria Carli